# اسمیتویل (میسیسیپی)
اسمیتویل (به انگلیسی: Smithville) شهرکی در ایالت میسیسیپی کشور ایالات متحده آمریکا است که جمعیت آن در سرشماری سال ۲۰۱۰ میلادی، ۹۴۲
نفر بوده‌است.